# Михайловка-Рубежовка
Миха́йловка-Рубежо́вка (укр. Михайлівка-Рубежівка) — село, входит в состав Бучанского района Киевской области Украины.
Население по переписи 2001 года составляло 3430 человек, а по данным 2020 года — 3430 человек. Почтовый индекс — 08110. Телефонный код — 4597. Занимает площадь 3,5 км². Подчиняется Ирпенской городской общине.
Михайловка-Рубежовка находится недалеко от Киева, всего в 15 километрах от столицы.
Село Михайловка-Рубежовка появилось в результате слияния двух сёл: Михайловка и Рубежовка. Через село протекают речки Мислин и Бучанка.

## История села
Село возникло примерно в 16 веке. Первое письменное упоминание датируется 1629 годом, о нём упоминает в своих записях Пётр Могила. В те времена Рубежовка принадлежала Киево-Печерской лавре. Так же, как и многие другие населённые пункты Украины, во времена Великой Отечественной войны Рубежовка была оккупирована немецкими войсками, а позже была освобождена Советской армией.

## Местная власть
08205, Киевская область, Бучанский район, г. Ирпень, ул. Шевченко, 2а.

## Культура
Сохранились исторические записи Л. И. Похилевича о селе, датируемые 1864 годом.
В ноябре 2008 года в Михайловке-Рубежовке был торжественно открыт памятник митрополиту Петру Могиле, авторы памятника скульпторы Борис Крылов и Олесь Сидорук.
В селе существует также памятник солдатам, погибшим во время Второй мировой войны, где на 5 мраморных плитах высечены имена погибших односельчан.
В 2016 году были торжественно открыты памятники украинскому поэту и художнику Тарасу Шевченко, который поставили в одноимённом сквере, и жителю села, Герою Труда, Роговенку.
Главной достопримечательностью Михайловки-Рубежовки считается местная церковь Архистратига Михаила, которая была построена в начале XX в. Первая церковь была названа в честь Святителя Иоанна Хозевита. В Рубежовский приход вошли и окрестные деревни Козынци и Хмельная, а также Жуков хутор. Однако церковь просуществовала лишь полвека и сгорела в 1835 году от удара молнии. В 1855 году состоялось освящение новоотстроенного храма, который получил название Собора Святого Архистратига Михаила со всеми Небесными силами. Новая церковь также была деревянной, под нужды прихода отвели 45 десятин земли. Архангел Михаил с древних времён славился на Руси своими чудесами. С IV века в ноябре — 9 месяце от марта (начала года) — проходит празднование Собора Архистратига Божия Михаила и прочих Небесных Сил бесплотных. Интересен тот факт, что почти во всех городах на территории нынешней Украины были церкви или приделы во имя Архистратига Михаила. Эту церковь в 1900 году разобрали и продали в село Новая Гребля. Сохранились свидетельства, что в работах в качестве повинности принимали участие по 2 человека от каждой крестьянской семьи в течение 3 дней в неделю. 21 ноября 1905 года Митрополит Киевский и Галицкий Флавиан Городецкий провел первую службу в храме. В ведении прихода того времени также были приходская школа, храм Святителя Иоанна Хозевита, духовное кладбище и дома дьякона, настоятеля и регента. Также в округе было семь источников, которые местные жители считали чудотворными и просили у них исцеления.
На территории села есть 7 источников. Возле которых, в разные времена проводили богослужения.

### Старый Храм Архистратига Михаила
Тёмная полоса в истории Храма Архистратига Михаила началась после Октябрьской революции. Приходскую школу превратили в светскую, в 1919 году снесли церковное кладбище, затем храм Святителя Иоанна Хозевита, духовные лица переселили из домов к настоятелю, а сами здания разобрали. К концу года закрыли и Храма Архистратига Михаила, с него купола сняли, а в здании разместили центр агитации богоборцев. Благодаря местным жителям удалось сохранить иконы, которые были разобраны по домам, но в то же время была утрачена одна из главных святынь — частичка мощей преподобного Агапита Печерского (легенда гласит, что они вывезены одним из сельчан в Канаду). Пока были закрыты храмы настоятель отец Григорий проводил богослужения у Свято-Михайловского и Живоносного источников.
В 1921 году во время оттепели в политике прихожанам разрешили восстановить церковь. Были собраны купола и иконостас, начались службы. Однако вскоре храм был снова закрыт, служители и многие верующие сосланы в лагеря, а здание превращено в зернохранилище.
Во время Великой Отечественной войны Храм Архистратига Михаила восстановили, но под властью оккупантов. Настоятелем церкви в этот период был протоиерей Григорий Яроцкий. После освобождения Киева по усмотрению советской власти в общину назначили нового настоятеля — отца Владимира, который возобновил деятельность школы и приходскую жизнь.
В 1953 году вновь начались гонения власти на церковь, вновь были разобраны и уничтожены купола, часть икон была сожжена, другая — спрятана прихожанами. Те иконы, которые удалось сохранить, сейчас находятся в городе Ирпень в Свято-Троицком соборе. В стенах храма устроили кинотеатр и клуб.
Лишь в 1989 году Храм Архистратига Михаила вернули верующим и разрешили регистрацию общины. Однако не все земли были возвращены церкви: в здании школы в наши дни размещается больница, на месте храма Святителя Иоанна Хозевита находится Рубежовская школа. В процессе реставрации в 1995 году был восстановлен иконостас и колокольня, в 2000 году — установлены четыре небольших купола (при этом архитектура первой постройки не восстановлена).
15 ноября 2006 года Митрополит Киевский и Всея Украины Владимир освятил новый Престол Храм Собора Святого Архистратига Михаила.
В настоящее время Храм Архистратига Михаила открыт для богослужений.

### Летний отдых
В Михайловке-Рубежовке есть несколько водохранилищ на которых в летнее время отдыхают люди. Особенно популярны водохранилища в районе Красного Хутора. Эти водоёмы весьма большие по площади, имеют пляж, рядом расположен красивый лес.

## Ссылки

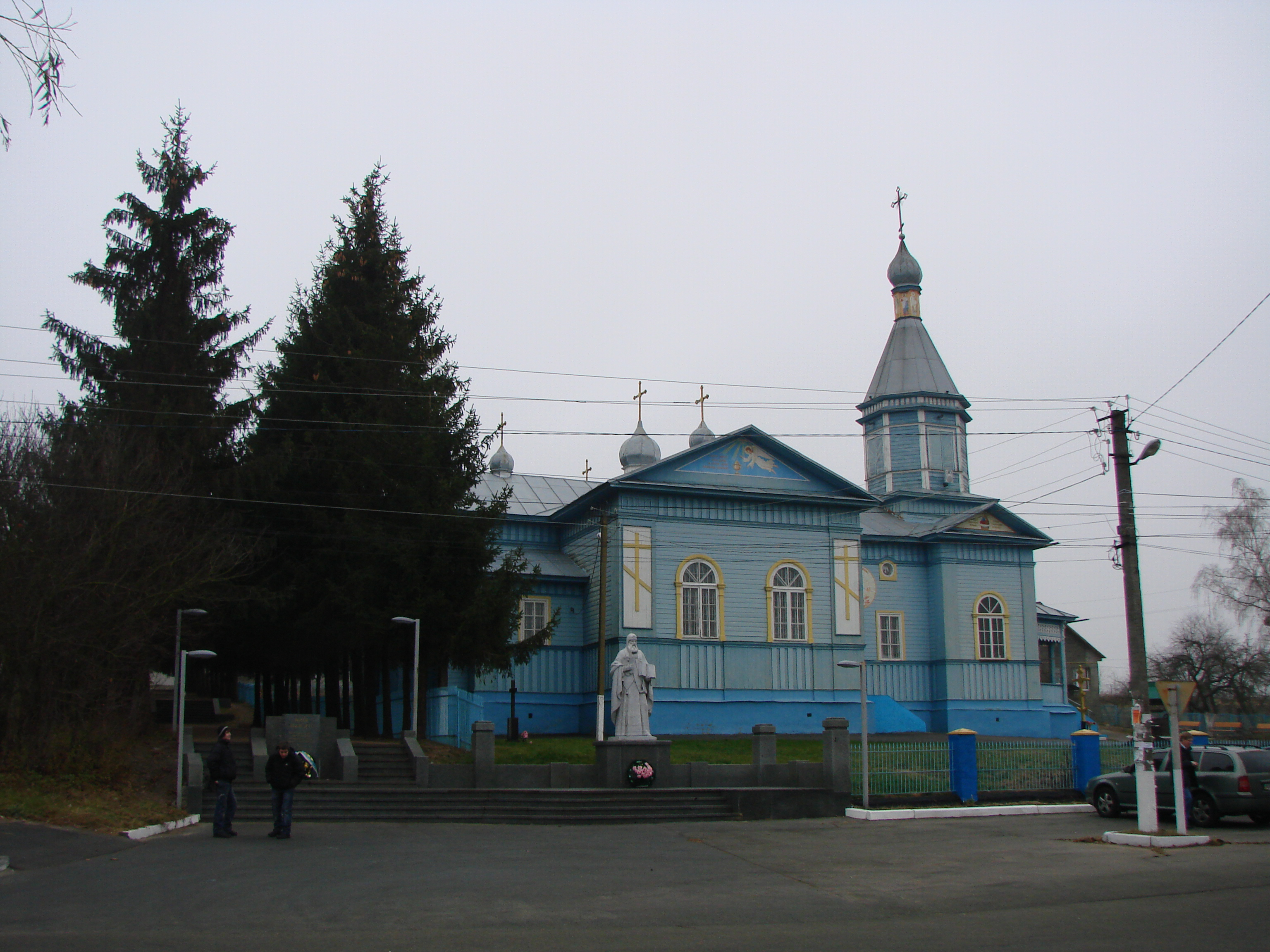